# Hapsidascus junci
Hapsidascus junci är en svampart som beskrevs av E.B.G. Jones, Sakay., Suetrong, Somrith. & K.L. Pang 2010. Hapsidascus junci ingår i släktet Hapsidascus, divisionen sporsäcksvampar och riket svampar.   Inga underarter finns listade i Catalogue of Life.